# Карт, Анто
Анто́ Карт (фр. Anto Carte; урождённый Антуа́н Карт, фр. Antoine Carte; 8 декабря 1886, Монс — 13 февраля 1954, Иксель) — бельгийский художник, литограф и иллюстратор.

## Биография

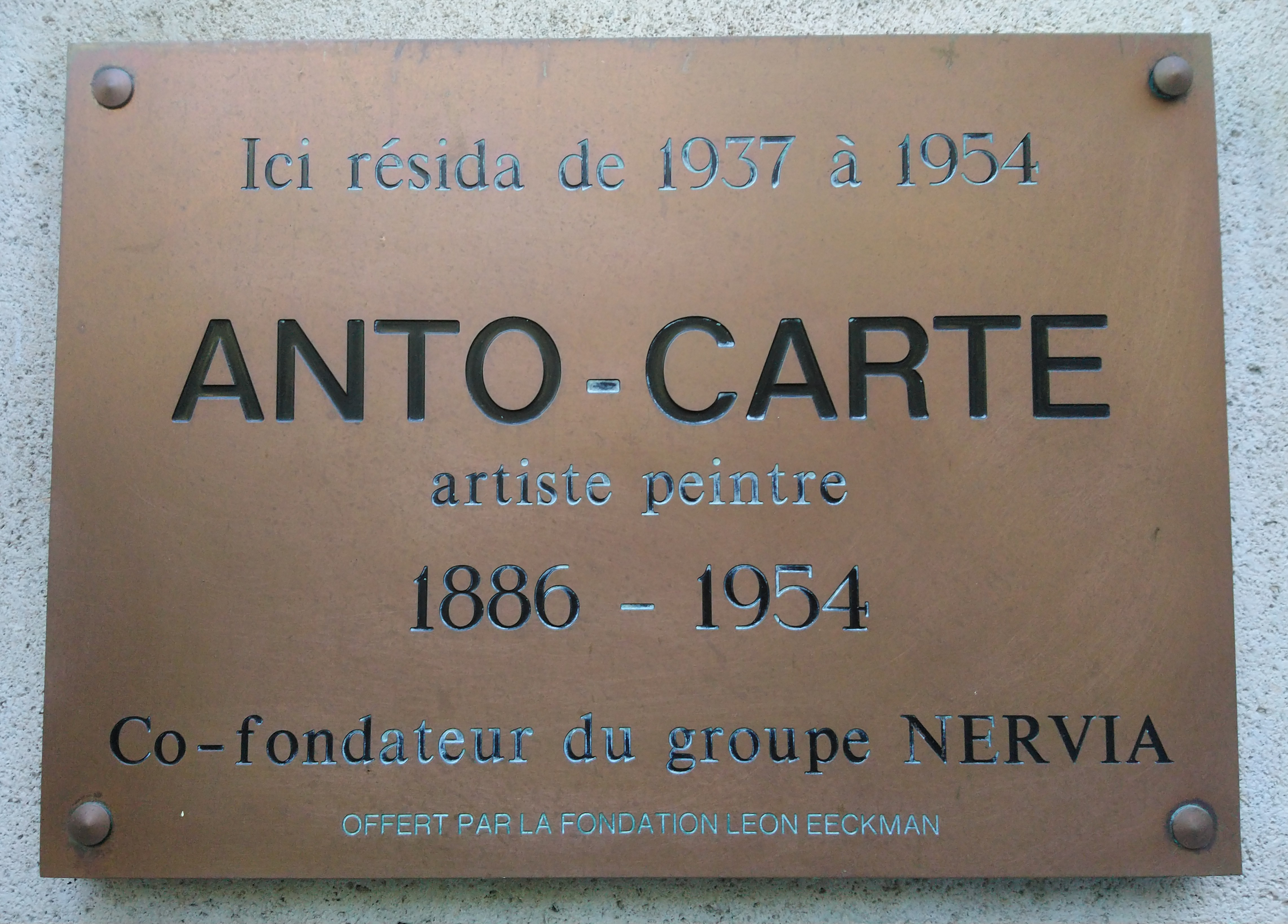
Мемориальная доска Анто Карту в Брюсселе по адресу 1050, Эрмитаж, 46

Антуан Карт родился 8 декабря 1886 года в Икселе в семье столяра и производителя мебели. В 1900 году поступил в мастерскую художника, декоратора и подрядчика Франца Депотера. С 1897 по 1908 год посещал Академию Монса. Затем учился в Брюсселе, где посещал курсы Констана Монтальда, Эмиля Фабри и Жана Дельвиля — трёх бельгийских художников-символистов, оказавших на него наибольшее влияние.
Полученная стипендия позволила Карту съездить в 1912 и 1913 годах в Париж, где он гостил у Эммануэля Кавайе-Колла и Леона Бакста, работавших на «Русских сезонах» Сергея Дягилева. В Париже он также встретился с Эмилем Верхарном и познакомился с творчеством Пьера Сесиля Пюви де Шаванна и Мориса Дени.
В 1913 году Анто Карт женился в Монсе на Луизе Дюжарден (фр. Louisa Dujardin), с которой развёлся через десять лет. Вторично он женился на Юлии (Юл) Франс (фр. Julia (Youl) Frans).
В 1917 году друг Карта художник Луи Буассере экспонировал иллюстрации Анто Карта к стихотворениям Эмиля Верхарна.
В 1923 году во время парижской выставки «Бельгийские художники», в которой участвовали Гюстав ван де Вустин, Валериус де Саделер, Исидор Опсомер и Марсель Вольферс, Анто Карт завязал контакты с Институтом Карнеги в Питтсбурге (США) и в 1925 году с его помощью провёл в Питтсбурге свою большую ретроспективную выставку, обеспечившую ему устойчивый успех у американской публики.
В 1928 году Анто Карт основал вместе со своими единомышленниками группу Nervia — валлонский эквивалент фламандского экспрессионизма.
В 1929—1932 годах Карт преподавал в Институте декоративно прикладного искусства в Брюсселе, с 1932 года — в Королевской Академии изящных искусств в Брюсселе.
Помимо занятий живописью Анто Карт занимался рисунками, гравюрами, иллюстрациями к книгам; создавал плакаты, литографии, банкноты, марки; проектировал фрески, витражи, ковры.
Умер 13 февраля 1954 года в Икселе.

## Живопись
В истории живописи Анто Карт стоит особняком — его сложно отнести к какому-то определённому направлению. Он остался почти непроницаем для авангарда, в первую очередь для кубизма и сюрреализма. В его живописи нет никаких следов двух мировых войн. Критики склонны определять его место на границе символизма и экспрессионизма (в чём-то близкого Кете Кольвиц) с одной стороны и натурализма, вдохновлённого жизнью шахтёров, крестьян, рыбаков — с другой. Карт явно близок фламандцу Гюставу ван де Вустину.
Фигура человека — центральная в творчестве Карта. В начале своего пути он, под влиянием символизма, писал мифологических и придуманных персонажей. Затем у него появилось пристрастие к персонажам а-ля Брейгель — слепым и музыкантам. Анто Карта вдохновлял мир людей труда, в особенности угольщиков его родного Боринажа и крестьян. Глубоко верующий, он также интерпретировал религиозные сюжеты. После поездки Карта во Флоренцию в 1925 году, живопись художника стала более праздничной, в ней появились комедианты и арлекины.

## Витражи
С 1932 года Анто Карт преподавал искусство витража в Королевской Академии изящных искусств в Брюсселе. Лучшие его витражи были созданы между двумя мировыми войнами. В Монсе можно увидеть две его работы: «Погибшим за Родину» на Варокском факультете управления и экономики и витраж угольной шахты Анси. После сноса здания в 1979 году витраж был восстановлен, а затем установлен на Политехническом факультете Монса в 1982 году.